# Penicillaria dinawa
Penicillaria dinawa är en fjärilsart som beskrevs av George Thomas Bethune-Baker 1906. Penicillaria dinawa ingår i släktet Penicillaria och familjen nattflyn. Inga underarter finns listade i Catalogue of Life.